# Shmuel Eisenstadt
Shmuel Noah Eisenstadt ([en hébreu : שמואל נח אייזנשטדט) est un sociologue israélien né le 10 septembre 1923 à Varsovie et décédé le 2 septembre 2010 à Jérusalem. Il est spécialisé dans l'étude des civilisations et de la modernité et est l'un des pionniers de la méthode dite comparative. Il est considéré comme le père fondateur de la sociologie en Israël.
Il a reçu le prix Holberg en 2006.

## Biographie
Né en Pologne, il émigre à l'âge de 12 ans avec sa mère dans le Foyer national juif de Palestine.
Il obtient son doctorat en 1947 à l'université de Jérusalem sous la direction de Martin Buber. Il devient ensuite directeur du département de sociologie de l'université hébraïque de Jérusalem (1950-1959) et doyen de la faculté des humanités. Son premier ouvrage, The Absorption of Immigrants (1954), sur l'intégration des immigrants en Israël, s'inspire des travaux de l'école de Chicago.
Dans Fundamentalism, Sectarianism and Revolutions (1999), il défend l'idée que le fondamentalisme est un phénomène moderne.

## Influences
Il a été principalement influencé par Max Weber et Martin Buber.

## Publications
- 1954 : (en) An Absorption of Immigrants, Londres, Routledge
- 1963 : (en) The Political Systems of Empires
- 1966 : (en) Modernization, Protest, and Change
- 1967 : (en) Israeli Society, New York, Basic Books
- 1968 : (en) The Protestant Ethic and Modernization, New York, Basic Books
- 1969 : (en) Max Weber on Charisma and Institution Building, Chicago, University of Chicago Press
- 1973 : (en) Tradition, Change and Modernity
- 1973 : (en) Traditional Patrimonialism and Modern Neopatrimonialism
- 1978 : (en) Revolution and the Transformation of Societies
- 1979 : (de) Tradition, Wandel und Modernität
- 1984 : (en) Patrons, Clients and Friends: Interpersonal Relations and the Structure of Trust in Society, avec Luis Roniger
- 1987 : (en) European Civilization in a Comparative Perspective
- 1987 : (de) Die Transformation der israelischen Gesellschaft
- 1987-1992 : (de) Kulturen der Achsenzeit (Hrsg.), cinq volumes
- 1992 : (en) Martin Buber on Intersubjectivity and Cultural Creativity, Chicago, University of Chicago Press, coll. « The Heritage of Sociology »
- 1992 : (en) Jewish Civilization. The Jewish Historical Experience in a Comparative Perspective, New York, State University of New York Press
- 1995 : (en) Power, Trust and Meaning : Essays on Sociological Theory and Analysis, Chicago, University of Chicago Press
- 1996 : (en) Japanese Civilization: A Comparative View, University of Chicago Press
- 1999 : (en) Paradoxes of Democracy, Fragility, Continuity and Change, Washington, Woodrow Wilson Press
- 1999 : (en) Fundamentalism, Sectarianism and Revolutions, Cambridge University Press
- 2000 : (en) Multiple Modernities
- 2002 : Le Retour des Juifs dans l'Histoire, trad. de Madeleine Martinez-Ubaud  et Constanze Villar, éditions Complexe, coll. « Théorie politique »
- 2003 : (en) Comparative Civilizations and Multiple Modernities, Brill
- 2004 : (en) Explorations in Jewish Historical Experience : The Civilizational Dimsension, Brill
- 2005 : (en) Axial Civilizations and World History
- (de) Die Antinomien der Moderne
- (de) Die Vielfalt der Moderne
- 2006 : (en) The Great Revolutions and the Civilizations of Modernity
- 2006 : (de) Theorie und Moderne

## Distinctions
- 1973 : Prix Israël pour les sciences sociales[3]
- 1988 : prix Balzan pour la sociologie[4]
- 2001 : prix européen d'Amalfi pour la sociologie et les sciences sociales
- 2006 : prix Holberg[5]